# Mosfellsbær
Mosfellsbær (['mɔːsfɛlsˌpaiˑr]ⓘ también llamada como Mosó ['mɔːsou]) es una ciudad localizada en la costa suroccidental de Islandia. Se encuentra en el Höfuðborgarsvæðið, la región más poblada de la isla. Está situada unos 17 kilómetros al este de la capital, Reikiavik.

## Territorio
Se encuentra en el centro del Kollafjörður, la bahía que separa los distritos del sur de Reikiavik del de Kjalarnes.
Se comunica con el municipio de Akranes, junto a Reikiavik, mediante el túnel de Hvalfjörður de 5.762 metros de longitud. Este pasa bajo el fiordo del mismo nombre.

## Personas destacadas
- Halldór Laxness, escritor, poeta y ensayista.
- Ólafur Arnalds, compositor pasó parte de su infancia en Mosfellsbær.
- Greta Salome cantante.